# Barnet Football Club 2016-2017
Questa voce raccoglie le informazioni riguardanti il Barnet Football Club nelle competizioni ufficiali della stagione 2016-2017.

## Maglie e sponsor
Il fornitore tecnico per la stagione 2016-2017 è Jako. Lo sponsor di maglia è Toshiba.
| Casa | Trasferta |

## Rosa
| N. |                         | Ruolo | Calciatore            |
| -- | ----------------------- | ----- | --------------------- |
| 1  | Inghilterra (bandiera)  | P     | Jamie Stephens        |
| 2  | Inghilterra (bandiera)  | D     | James Pearson         |
| 3  | Inghilterra (bandiera)  | D     | Elliot Johnson        |
| 4  | Francia (bandiera)      | D     | Bira Dembélé          |
| 5  | Portogallo (bandiera)   | D     | Ricardo Santos        |
| 6  | Inghilterra (bandiera)  | D     | Michael Nelson        |
| 7  | Inghilterra (bandiera)  | C     | Ryan Watson           |
| 8  | Inghilterra (bandiera)  | C     | Curtis Weston         |
| 9  | Inghilterra (bandiera)  | A     | John Akinde           |
| 10 | Inghilterra (bandiera)  | A     | Michael Gash          |
| 11 | Malta (bandiera)        | A     | Luke Gambin           |
| 11 | Spagna (bandiera)       | C     | Rubén Bover           |
| 12 | Inghilterra (bandiera)  | P     | Josh Vickers          |
| 13 | Giamaica (bandiera)     | C     | Jamal Campbell-Ryce   |
| 14 | Inghilterra (bandiera)  | C     | Sam Togwell           |
| 14 | Nigeria (bandiera)      | A     | Simeon Akinola        |
| 15 | Sierra Leone (bandiera) | D     | Alie Sesay            |
| 16 | Inghilterra (bandiera)  | D     | Harry Taylor          |
| 17 | Inghilterra (bandiera)  | D     | Sam Muggleton         |
| 17 | Inghilterra (bandiera)  | D     | Luke Coulson          |
| 18 | Inghilterra (bandiera)  | C     | Nana Kyei             |
| 19 | Francia (bandiera)      | A     | Jean-Louis Akpa-Akpro |

| N. |                              | Ruolo | Calciatore         |
| -- | ---------------------------- | ----- | ------------------ |
| 20 | Inghilterra (bandiera)       | C     | Tom Champion       |
| 21 | Inghilterra (bandiera)       | A     | Shaun Batt         |
| 22 | Inghilterra (bandiera)       | A     | Ben Tomlinson      |
| 23 | Inghilterra (bandiera)       | A     | Alex Nicholls      |
| 24 | Trinidad e Tobago (bandiera) | D     | Gavin Hoyte        |
| 24 | Inghilterra (bandiera)       | A     | Sam Akinde         |
| 25 | Inghilterra (bandiera)       | D     | Fumnaya Shomotun   |
| 26 | Inghilterra (bandiera)       | D     | Tom Day            |
| 27 | Inghilterra (bandiera)       | C     | Wesley Fonguck     |
| 28 | Inghilterra (bandiera)       | C     | Jack Taylor        |
| 29 | Romania (bandiera)           | A     | Shane Cojocarel    |
| 30 | Inghilterra (bandiera)       | A     | Justin Amaluzor    |
| 31 | Guyana (bandiera)            | P     | Kai McKenzie-Lyle  |
| 34 | Inghilterra (bandiera)       | A     | Ephron Mason-Clark |
| 35 | Inghilterra (bandiera)       | D     | Dwight Pascal      |
| 36 | Inghilterra (bandiera)       | C     | Rio Connell        |
| 37 | Portogallo (bandiera)        | C     | Mauro Vilhete      |
| 38 | Inghilterra (bandiera)       | C     | Tobi Coker         |
| 39 | Inghilterra (bandiera)       | C     | Dan Sweeney        |
| 40 | RD del Congo (bandiera)      | D     | David Tutonda      |
| 41 | Inghilterra (bandiera)       | D     | Charlie Clough     |

## Calciomercato

### Sessione estiva
| Acquisti | Acquisti              | Acquisti        | Acquisti   |
| Ruolo    | Nome                  | da              | Modalità   |
| -------- | --------------------- | --------------- | ---------- |
| P        | Josh Vickers          | Swansea City    | prestito   |
| C        | Jamal Campbell-Ryce   | Sheffield Utd   | svincolato |
| C        | Ryan Watson           | Leicester City  | svincolato |
| A        | Jean-Louis Akpa-Akpro | Shrewsbury Town | svincolato |
| A        | Alex Nicholls         | Exeter City     | svincolato |

| Cessioni | Cessioni        | Cessioni            | Cessioni                 |
| Ruolo    | Nome            | a                   | Modalità                 |
| -------- | --------------- | ------------------- | ------------------------ |
| P        | Graham Stack    | Kerala Blasters     | svincolato               |
| D        | Joe Gater       | Basingstoke Town    | svincolato               |
| D        | Bondz N'Gala    | Eastleigh           | definitivo (0,071 mln €) |
| D        | Andy Yiadom     | Barnsley            | svincolato               |
| C        | Charlie Kennedy | Basingstoke Town    | svincolato               |
| C        | Mark Randall    | Newport County      | svincolato               |
| A        | Ryan Gondoh     | Metropolitan Police | svincolato               |
| A        | Matty Stevens   | Peterborough Utd    | definitivo               |

### Sessione invernale
| Acquisti | Acquisti       | Acquisti         | Acquisti                 |
| Ruolo    | Nome           | da               | Modalità                 |
| -------- | -------------- | ---------------- | ------------------------ |
| D        | Charlie Clough | Forest Green     | definitivo               |
| D        | Luke Coulson   | Eastleigh        | definitivo               |
| D        | Ricardo Santos | Peterborough Utd | definitivo (0,12 mln €)  |
| D        | David Tutonda  | Cardiff City     | svincolato               |
| C        | Rubén Bover    | N.Y. Cosmos      | svincolato               |
| C        | Dan Sweeney    | Maidstone Utd    | definitivo               |
| A        | Simeon Akinola | Braintree Town   | definitivo (0,047 mln €) |

| Cessioni | Cessioni              | Cessioni    | Cessioni                 |
| Ruolo    | Nome                  | a           | Modalità                 |
| -------- | --------------------- | ----------- | ------------------------ |
| D        | Gavin Hoyte           | Eastleigh   | definitivo               |
| D        | Sam Muggleton         | Eastleigh   | definitivo               |
| D        | Alie Sesay            | Frej        | definitivo               |
| D        | Sam Togwell           | Eastleigh   | definitivo (0,024 mln €) |
| A        | Jean-Louis Akpa-Akpro | Yeovil Town | prestito                 |
| A        | Luke Gambin           | Luton Town  | definitivo               |

### Prestiti mensili
- Tom Champion (dal 12/9 al 12/12), ceduto all'Exeter City
- Jack Taylor (dal 28/10 al 10/12), ceduto all'Hampton & Richmond
- Justin Amaluzor (dal 6/01 al 6/02), ceduto all'Hemel H. Town
- Fumnaya Shomotun (dal 14/01 al 14/02), ceduto al Margate

## Risultati

### Football League Two
| Arbitro: | Horwood |

|             |           |              |
| Mingola 61’ | Marcatori | 75’ Nicholls |

| Arbitro: | Duncan |

|                           |           |  |
| Akinde 33’ Akpa-Akpro 60’ | Marcatori |  |

| Arbitro: | Busby |

|              |           |            |
| Akinde 90+4’ | Marcatori | 24’ Cullen |

| Arbitro: | Probert |

|              |           |           |
| McNerney 67’ | Marcatori | 3’ Akinde |

| Arbitro: | Jones |

|  |           |            |
|  | Marcatori | 21’ Ibehre |

| Arbitro: | Salisbury |

|                           |           |                 |
| Tozer 33’ Rigg 89’ (rig.) | Marcatori | 76’, 85’ Akinde |

| Arbitro: | Stockbridge |

|  |           |            |
|  | Marcatori | 57’ Akinde |

| Arbitro: | Huxtable |

|            |           |         |
| Weston 82’ | Marcatori | 6’ Fosu |

| Arbitro: | England |

|                                                           |           |                   |
| Chaplin 34’ Roberts 50’ Baker 56’ Lalkovič 78’ Rose 90+2’ | Marcatori | 27’ (rig.) Akinde |

| Arbitro: | Ward |

|                |           |                            |
| Akinde 7’, 31’ | Marcatori | 9’ Barkhuizen 81’ Stockton |

| Londra 1º ottobre 2016, ore 15:00 WEST 11ª giornata | Barnet  | 0 – 0 referto | Leyton Orient | The Hive Stadium (2 682 spett.)\| Arbitro: \| Handley \| |
| Arbitro:                                            | Handley |               |               |                                                          |

| Arbitro: | Kettle |

|                                        |           |                        |
| Coppinger 15’ Blair 32’ Williams 90+2’ | Marcatori | 63’ Dembélé 86’ Gambin |

| Arbitro: | Salisbury |

|            |           |                                                   |
| Akinde 11’ | Marcatori | 43’ Taylor 50’ Holmes 56’ Wheeler 81’ (rig.) Reid |

| Arbitro: | Horwood |

|  |           |                          |
|  | Marcatori | 65’ Vilhete 90+3’ Akinde |

| Arbitro: | Kinseley |

|                                       |           |                      |
| Akinde 68’ (rig.) Gambin 76’ Batt 79’ | Marcatori | 31’ Thomas 53’ Amond |

| Arbitro: | Stockbridge |

|                |           |                               |
| Bogle 22’, 35’ | Marcatori | 50’ (rig.), 55’ (rig.) Akinde |

| Londra 19 novembre 2016, ore 15:00 WET 17ª giornata | Barnet | 0 – 0 referto | Crewe Alexandra | The Hive Stadium (1 603 spett.)\| Arbitro: \| Ward \| |
| Arbitro:                                            | Ward   |               |                 |                                                       |

| Arbitro: | Huxtable |

|  |           |                       |
|  | Marcatori | 7’ Dembélé 45’ Akinde |

| Arbitro: | Handley |

|                             |           |                        |
| Dembélé 30’ Gambin 64’, 74’ | Marcatori | 15’ O'Connor 77’ Forte |

| Arbitro: | Johnson |

|  |           |              |
|  | Marcatori | 84’ Nicholls |

| Arbitro: | Swabey |

|                   |           |                          |
| Akinde 47’ (rig.) | Marcatori | 38’ Gorman 61’ Wilkinson |

| Arbitro: | Busby |

|            |           |                      |
| Wright 44’ | Marcatori | 8’ Weston 51’ Akinde |

| Arbitro: | Haywood |

|                                       |           |             |
| Sheehan 31’ McGeehan 49’ Gilliead 56’ | Marcatori | 37’ Dembélé |

| Arbitro: | Kinseley |

|             |           |  |
| Vilhete 14’ | Marcatori |  |

| Arbitro: | Haines |

|              |           |                               |
| McCallum 79’ | Marcatori | 63’, 66’ Ricardo 90+2’ Weston |

| Arbitro: | Brooks |

|            |           |                                |
| Akinde 13’ | Marcatori | 18’, 31’ Coppinger 28’ Marquis |

| Londra 21 gennaio 2017, ore 15:00 WET 27ª giornata | Barnet  | 0 – 0 referto | Newport County | The Hive Stadium (2 623 spett.)\| Arbitro: \| England \| |
| Arbitro:                                           | England |               |                |                                                          |

| Arbitro: | Salisbury |

|          |           |                   |
| Wyke 29’ | Marcatori | 77’ (rig.) Akinde |

| Arbitro: | Collins |

|  |           |                                    |
|  | Marcatori | 37’ Whiteman 60’ (rig.) Coulthirst |

| Arbitro: | Busby |

|                           |           |            |
| Guthrie 18’ Dickerson 42’ | Marcatori | 86’ Akinde |

| Arbitro: | Coote |

|  |           |              |
|  | Marcatori | 65’ Champion |

| Arbitro: | Brown |

|             |           |             |
| Vilhete 82’ | Marcatori | 89’ Chaplin |

| Arbitro: | Breakspear |

|  |           |           |
|  | Marcatori | 65’ Berry |

| Arbitro: | Ilderton |

|                              |           |                       |
| Delfouneso 59’ Vassell 90+1’ | Marcatori | 13’ Akinde 47’ Clough |

| Arbitro: | Haywood |

|              |           |  |
| McCartan 54’ | Marcatori |  |

| Arbitro: | Webb |

|                              |           |                          |
| Akinde 39’ Campbell-Ryce 88’ | Marcatori | 31’ Murphy 54’ Boldewijn |

| Arbitro: | Martin |

|                       |           |                              |
| Nelson 30’ Watson 85’ | Marcatori | 14’ Whitfield 90+1’ Shephard |

| Arbitro: | Stroud |

|            |           |  |
| Tootle 49’ | Marcatori |  |

| Arbitro: | Sarginson |

|                            |           |            |
| Weston 70’ Akinde 77’, 79’ | Marcatori | 16’ Wright |

| Arbitro: | Heywood |

|          |           |  |
| Pett 12’ | Marcatori |  |

| Arbitro: | England |

|  |           |         |
|  | Marcatori | 67’ Lee |

| Arbitro: | Stockbridge |

|                            |           |            |
| Moore-Taylor 4’ Wheeler 6’ | Marcatori | 69’ Akinde |

| Arbitro: | Ward |

|  |           |                                  |
|  | Marcatori | 21’ Saunders 90’ (rig.) Jacobson |

| Arbitro: | Kettle |

|  |           |                        |
|  | Marcatori | 66’ Akinde 71’ Akinola |

| Arbitro: | Stockbridge |

|                                   |           |            |
| Akinde 21’ Tutonda 40’ Weston 53’ | Marcatori | 74’ Disley |

| Arbitro: | Brooks |

|                                 |           |            |
| Dagnall 8’, 25’, 67’ Cooper 76’ | Marcatori | 64’ Weston |

### FA Cup
| Arbitro: | Toner |

|                                         |           |  |
| Sadler 27’ Leitch-Smith 32’ Grimmer 57’ | Marcatori |  |

### Football League Cup
| Arbitro: | Whitestone |

|  |           |                                                         |
|  | Marcatori | 23’ (aut.) Akinde 35’ O'Brien 74’ Morison 81’ Onyedinma |

### Football League Trophy

#### Fase a gironi
| Squadra               | P.ti | G | V | N | P | Goal |
| --------------------- | ---- | - | - | - | - | ---- |
| Norwich City Under-21 | 9    | 3 | 3 | 0 | 0 | 15:2 |
| MK Dons               | 5    | 3 | 1 | 1 | 1 | 4:6  |
| Peterborough Utd      | 3    | 3 | 1 | 0 | 2 | 3:8  |
| Barnet                | 1    | 3 | 0 | 1 | 2 | 3:9  |

| Arbitro: | Brooks |

|                                             |                      |                                   |
| Reeves 17’ Walsh 82’                        | Marcatori            | 62’ Nicholls 72’ Weston           |
| Bowditch Walsh Powell Maynard Thomas-Asante | Tiri di rigore 5 – 4 | Weston Nicholls Nelson Akpa-Akpro |

| Arbitro: | Johnson |

|  |           |                                               |
|  | Marcatori | 45+2’, 56’, 89’ Murphy 68’ Canós 79’ Oliveira |

| Arbitro: | Woolmer |

|              |           |                      |
| Amaluzor 68’ | Marcatori | 6’ Taylor 84’ Moncur |

## Statistiche

### Statistiche di squadra
| Competizione           | Punti | In casa | In casa | In casa | In casa | In casa | In casa | In trasferta | In trasferta | In trasferta | In trasferta | In trasferta | In trasferta | Totale | Totale | Totale | Totale | Totale | Totale | Totale |
| Competizione           | Punti | G       | V       | N       | P       | Gf      | Gs      | G            | V            | N            | P            | Gf           | Gs           | G      | V      | N      | P      | Gf     | Gs     | Dr     |
| ---------------------- | ----- | ------- | ------- | ------- | ------- | ------- | ------- | ------------ | ------------ | ------------ | ------------ | ------------ | ------------ | ------ | ------ | ------ | ------ | ------ | ------ | ------ |
| Football League Two    | 57    | 23      | 6       | 9       | 8       | 27      | 31      | 23           | 8            | 6            | 9            | 30           | 33           | 46     | 14     | 15     | 17     | 57     | 64     | -7     |
| FA Cup                 | -     | 0       | 0       | 0       | 0       | 0       | 0       | 1            | 0            | 0            | 1            | 0            | 3            | 1      | 0      | 0      | 1      | 0      | 3      | -3     |
| League Cup             | -     | 1       | 0       | 0       | 1       | 0       | 4       | 0            | 0            | 0            | 0            | 0            | 0            | 1      | 0      | 0      | 1      | 0      | 4      | -4     |
| Football League Trophy | 1     | 2       | 0       | 0       | 2       | 1       | 7       | 1            | 0            | 1            | 0            | 2            | 2            | 3      | 0      | 1      | 2      | 3      | 9      | -6     |
| Totale                 | 58    | 26      | 6       | 9       | 11      | 28      | 42      | 25           | 8            | 7            | 10           | 32           | 38           | 51     | 14     | 16     | 21     | 60     | 80     | -20    |

### Andamento in campionato
| Giornata  | 1 | 2 | 3 | 4 | 5  | 6  | 7  | 8  | 9  | 10 | 11 | 12 | 13 | 14 | 15 | 16 | 17 | 18 | 19 | 20 | 21 | 22 | 23 | 24 | 25 | 26 | 27 | 28 | 29 | 30 | 31 | 32 | 33 | 34 | 35 | 36 | 37 | 38 | 39 | 40 | 41 | 42 | 43 | 44 | 45 | 46 |
| --------- | - | - | - | - | -- | -- | -- | -- | -- | -- | -- | -- | -- | -- | -- | -- | -- | -- | -- | -- | -- | -- | -- | -- | -- | -- | -- | -- | -- | -- | -- | -- | -- | -- | -- | -- | -- | -- | -- | -- | -- | -- | -- | -- | -- | -- |
| Luogo     | T | C | C | T | C  | T  | C  | T  | C  | C  | T  | C  | T  | T  | C  | T  | C  | T  | C  | T  | C  | T  | T  | C  | T  | C  | C  | T  | C  | T  | T  | C  | C  | T  | T  | C  | C  | T  | C  | T  | C  | T  | C  | T  | C  | T  |
| Risultato | N | V | N | N | P  | V  | N  | P  | N  | N  | P  | P  | V  | N  | V  | N  | N  | V  | V  | V  | P  | V  | P  | V  | V  | P  | N  | N  | P  | P  | V  | N  | P  | N  | P  | N  | N  | P  | V  | P  | P  | P  | P  | V  | V  | P  |
| Posizione | 9 | 2 | 6 | 8 | 13 | 18 | 13 | 14 | 17 | 17 | 18 | 19 | 23 | 20 | 13 | 12 | 14 | 11 | 8  | 8  | 9  | 9  | 10 | 9  | 7  | 9  | 8  | 8  | 10 | 12 | 11 | 10 | 12 | 13 | 14 | 14 | 14 | 15 | 15 | 15 | 16 | 16 | 16 | 15 | 15 | 15 |

Legenda:

Luogo: C = Casa; T = Trasferta. Risultato: V = Vittoria; N = Pareggio; P = Sconfitta.